# Busted
Busted – brytyjski zespół grający pop rocka, założony w 2001 roku.
14 stycznia 2005 roku podczas oficjalnej konferencji prasowej zespół ogłosił, że kończy swą działalność.

## Życiorys

### 2001-2005
Pop punkowe trio pochodzące z przedmieść Londynu, powstało w październiku 2001 roku z inicjatywy Jamesa Bourne i Matta Willisa później dołączył Charlie Simpson. W marcu 2002 trio pod nazwą Busted podpisało kontrakt z dużą wytwórnią.
Brytyjscy dziennikarze nazywali ich "gitarowym boysbandem", co oburzyło muzyków
Nazywanie nas boysbandem jest obraźliwe. Boysbandy tylko wychodzą na scenę i śpiewają gotowe piosenki, a ich albumy powstają bardzo szybko" - powiedział Charlie - "My potrzebujemy na to więcej czasu, bo musimy skomponować muzykę, znaleźć producentów i nagrać to. To zupełnie inny proces". 
Ich pierwszy singel "What I Go To School For" nawiązywał do prawdziwej historii z czasów szkolnych Matta Willisa, kiedy to uczeń staje się kujonem i zasiada do pierwszej ławki tylko po to by oglądać tyłek nauczycielki.
"Year 3000" - inspirowany przez ulubiony film Jamesa Bourne, "Powrót do przyszłości" - opowiada o roku 3000, kiedy to zespół Busted wydaje siódmą płytę, kobiety mają po trzy piersi, a wszyscy mieszkają pod wodą.
Zespół został uhonorowany dwiema nagrodami "Bravo Supershow" w Niemczech.
Oficjalnie Busted rozpadło się 14 stycznia 2005r, ze względu na Charliego, który chciał odejść na rzecz swojego nowego, rockowego zespołu Fightstar.
James Bourne na temat rozpadu Busted: Nie ma sensu kontynuować tego tylko w dwóch, chcemy by Busted było zapamiętane w sposób w jaki istniało, a nie tylko jako dwóch z nas.
Charlie Simpson na temat rozpadu Busted: Moje pasje pokładam w muzyce Fightstar. Przygoda z Busted zaczęła się kiedy miałem 16 lat. Ujrzałem okazję, wykorzystałem ją i było to lepsze od chodzenia do szkoły. To była zabawna praca, ale nie mógłbym stwierdzić, ze Busted mógł być czymś innym niż tylko zespół popowy. Busted to nie jest dla mnie idealny zespół, w którym chciałbym być.
Matt Willis na temat rozpadu Busted: Smutny to dla nas dzień, ale zawsze powtarzaliśmy, że jeśli jeden z nas postanowi odejść, nie będziemy tego dłużej ciągnąć. Ostatnie trzy lata były niesamowite. Przy okazji chciałbym bardzo podziękować naszym fanom – byliście cudowni.

### McBusted
11 listopada 2013 roku ogłoszono powstanie supergrupy McBusted, w skład której weszli Matt Willis, James Bourne oraz cały zespół McFly. W 2014 roku odbyła się ich wspólna trasa koncertowa po Wielkiej Brytanii. Wydali razem album "McBusted", który pokrył się złotem.

### Powrót
10 listopada 2015 roku podczas konferencji prasowej ogłoszono powrót Busted w pełnym składzie. Na maj 2016 roku zaplanowano trasę koncertową po Wielkiej Brytanii i Irlandii oraz powstanie nowego albumu grupy. Busted dodali do trasy kolejne koncerty po tym, jak w ciągu godziny wyprzedali około 100 tysięcy biletów.

## Dyskografia

### Albumy
- Busted (30 września 2002)
- A Present for Everyone (17 listopada 2003)
- A Ticket for Everyone: Busted Live (1 listopada 2004)
- Night Driver (25 listopada 2016)
- Half Way There (1 lutego 2019)

### Single
- What I Go to School For (16 września 2002)
- Year 3000 (13 stycznia 2003)
- You Said No (21 kwietnia 2003)
- Sleeping with the light on (11 sierpnia 2003)
- Hurra, hurra die Schule brennt (18 sierpnia 2003, wydany tylko w Niemczech)
- Crashed the Wedding (10 listopada 2003)
- Who's David? (16 lutego 2004)
- Air Hostess (26 kwietnia 2004)
- Thunderbirds Are Go/3am (26 lipca 2004)
- She Wants To Be Me (22 listopada 2004)
- Coming Home (3 maja 2016)[6]
- On What You're On (30 września 2016)
- Radio (9 stycznia 2019)

## Nagrody i rekordy

### Rekord Guinnessa
Busted ustanowili rekord Guinnessa, kiedy ich trzy pierwsze single "What I Go To School For", "Year 3000" oraz "You Said No" debiutowały na liście UK Singles Chart kolejno na trzech pierwszych miejscach.

### Nagrody
| Rok                        | Nagroda                               | Kategoria                     |
| -------------------------- | ------------------------------------- | ----------------------------- |
| 2002                       | Bravo Otto                            | Superband Rock (Złoto)        |
| 2002                       | Bravo Otto                            | Shooting-Star Act (Złoto)     |
| 2003                       | Disney Channel Kids Awards            | Najlepszy debiut              |
| 2003                       | Smash Hits Awards                     | Najlepszy zespół na świecie   |
| 2003                       | Smash Hits Awards                     | Gwiazdy roku                  |
| 2003                       | Smash Hits Awards                     | Najlepszy brytyjski zespół    |
| 2003                       | Smash Hits Awards                     | Najlepszy album (za "Busted") |
| 2003                       | Smash Hits Awards                     | Top Pop Mop (Matt Willis)     |
| 2003                       | Bravo Otto                            | Superband Rock (Brąz)         |
| 2004                       |                                       |                               |
| The BRIT Awards            | Najlepszy wykonawca pop               |                               |
| The BRIT Awards            | Najlepszy brytyjski debiut            |                               |
| Smash Hits Awards          | Najlepszy singiel (za "Thunderbirds") |                               |
| Smash Hits Awards          | Najlepszy dzwonek (za "Thunderbirds") |                               |
| Smash Hits Awards          | Top Pop Mop (Matt Willis)             |                               |
| Disney Channel Kids Awards | Najlepszy wykonawca                   |                               |
| Record Of The Year         | Utwór roku (za "Thunderbirds")        |                               |